# Хапхльнутяйто
Хапхльнутяйто (Хапхльнутяй-То) — озеро на северо-востоке Сургутского района Ханты-Мансийского автономного округа (Тюменская область), расположенное в 45 км к юго-востоку от города Ноябрьск. Длина озера равна 6 километрам, ширина составляет 3,8 километра. Площадь поверхности — 20,1 км². Площадь бассейна — 77,2 км². Расположено на высоте 117 метров над уровнем моря.
Озеро находится в труднодоступной местности, берега сильно заболочены. На юге вытекает река Хапхльнутяй, относящаяся к бассейну Карского моря.